# Philipp B. Donath
Philipp Benjamin Donath ist ein deutscher Rechtswissenschaftler und Hochschullehrer. Er ist Professor für Verfassungsrecht, Europarecht und Internationales Wirtschaftsrecht, insbesondere Arbeitsrecht, an der University of Labour sowie Dozent an der Europäischen Akademie der Arbeit in Frankfurt am Main.

## Leben
Donath studierte in Dresden und Frankfurt am Main mit praktischen Studienzeiten bei der Deutschen Vertretung bei der UNESCO in Paris und beim Deutschen Bundestag in Berlin.
Nach dem Ersten Juristischen Staatsexamen und wurde Donath wissenschaftlicher Assistent am Lehrstuhl von Rainer Hofmann an der Goethe-Universität Frankfurt am Main sowie am dortigen Wilhelm Merton-Zentrum für Europäische Integration und Internationale Wirtschaftsordnung.
Ihm oblag unter anderem die Co-Organisation des Investment Arbitration Moot Court. Donath promovierte im Internationalen Investitionsschutzrecht (summa cum laude).
Er absolvierte das Rechtsreferendariat mit Stationen bei der Hauptverwaltung der Deutschen Bundesbank in Frankfurt am Main sowie beim Regierungspräsidium Darmstadt im Bereich Soziales, Integration und Flüchtlinge. Nach dem Zweiten Juristischen Staatsexamen wurde Donath 2016 als Rechtsanwalt zugelassen und ließ sich in Frankfurt am Main und Leipzig nieder, wo er insbesondere in den Fächern Arbeitsrecht, Sozialrecht und Strafrecht tätig war.
Von 2016 bis 2018 war Donath wissenschaftlicher Berater in der Enquetekommission zur Reform der Hessischen Verfassung im Landtag in Wiesbaden. Hier setzte er sich schwerpunktmäßig für den Erhalt des spezifischen wirtschafts- und sozialrechtlichen Kerns der Hessischen Verfassung sowie für die Aufnahme expliziter Kinderrechte in die Verfassung ein und wirkte an der Formulierung des neuen Art. 4 Abs. 2 der Hessischen Verfassung mit. Er ist seitdem als Referent und Gutachter zu kinderrechtlichen Fragestellungen deutschlandweit tätig.
Im Jahr 2019 übernahm Donath die Koordination des Bereichs Öffentliches Recht im Universitätsrepetitorium der Goethe-Universität Frankfurt am Main. 2020 wurde er hauptamtlicher Dozent für Rechtswissenschaft an der Europäischen Akademie der Arbeit in der Universität Frankfurt.
2021 erfolgte durch die Hessische Ministerin für Wissenschaft und Kunst Angela Dorn-Rancke die Berufung zum Professor an der University of Labour. Im Juni 2023 wurde Donath in das Deutsche Komitee für UNICEF gewählt.

## Lehre
Bevor er an die University of Labour wechselte, hatte Donath Lehraufträge an der Goethe-Universität in Frankfurt am Main, an der Université Lumière Lyon 2 in Lyon/Frankreich, an der EBS Universität für Wirtschaft und Recht in Wiesbaden, an der Evangelischen Hochschule Darmstadt sowie an der Frankfurt University of Applied Sciences.
Er ist Vertrauensdozent der Hans-Böckler-Stiftung.

## Publikationen

### Monographien
- Proliferation und Legitimation der internationalen Investitionsschiedsgerichtsbarkeit – Grundlagen einer transnationalen judikativen Legitimitätskonzeption. Berlin, Duncker & Humblot 2016, zugl. Diss. Goethe-Universität Frankfurt am Main 2014.

### Herausgeberschaften
- Verfassungen – Ihre Rolle im Wandel der Zeit. Baden-Baden, NOMOS 2019 (Hrsg. mit S. Bretthauer u. a.).

### Gutachten
- Gutachten bezüglich der ausdrücklichen Aufnahme von Kinderrechten in das Grundgesetz nach Maßgabe der Grundprinzipien der UN-Kinderrechtskonvention. Berlin, Deutsches Kinderhilfswerk 2017 (mit R. Hofmann).

### Beiträge in Sammelwerken
- Europarechtliche Methodenlehre (mit K. Langenbucher) In: Langenbucher (Hg.), Europäisches Privat- und Wirtschaftsrecht, Baden-Baden, 5. Aufl. 2022.
- Arbeitsrecht (mit D. Schrader) In: Langenbucher (Hg.), Europäisches Privat- und Wirtschaftsrecht, Baden-Baden, 5. Aufl. 2022.